# 野島裕史
野島 裕史（のじま ひろふみ、1973年4月16日 - ）は、日本の男性声優、ナレーター。東京都杉並区、田無市（現：西東京市）出身。青二プロダクション所属。
父の野島昭生、弟の野島健児は共に声優。三人兄弟の末弟は作家の野島智司。甥（健児の長男）は俳優の野島透也。母はナチュラリスト。

## 略歴
小学生時代は田無市（現：西東京市）に住んでいた。幼い頃は、今とは逆で虚弱な体であったという。
自分なりに深く考えて、悩んだ挙句、学校中退を選ぶ。その頃から「好奇心が異常に旺盛だった」という。学校を中退する決断は色々な意味で「たいへんな道」であったといい、両親にはめちゃくちゃ怒られていた。野島家は兄弟3人共に、育った環境のせいなのか、元々DNDに備わった部分なのかはわからないが、少しアグレッシブな人生を歩いてきたという。母は学校に行かない裕史ら兄弟を積極的に色々な場所に連れて行ったといい、美術館にもずいぶん連れて行ってもらっていた。また、子供の頃からファンタジーの世界観は好きであったという。
14歳の時に家族全員で引っ越した大分県竹田市荻町の自然の中の生活で田植えをしたりして、体が良くなったという。『ぼいすた!』出演時には、特技に「田植え」と書いて経緯を話していた。
学生時代は作曲家・編曲家になるのを夢見ていた時期もあった。ピアノを5歳頃から始めており、中学生になる頃に辞めたという。1980年代の半ば頃には、シンセサイザーをしていた。その後中学生時代に友人とバンドを組み、キーボードを担当して、音楽の楽しさに改めて目覚めたという。農作業を終えて家に戻ってからはピアノの演奏をしていたが、根っから機械好きだったこともあり、機械を使用して音作りのほうが好きだった。農作業をしながら米屋のアルバイトをして機材を集めていたという。高校生の頃には、映画やアニメのサウンドトラックに熱中し、CDをコレクションするようになった。久石譲、坂本龍一、菅野よう子の曲が好きで、よく聞いていた。海外のハリウッド映画のサウンドトラックにも好きなものがたくさんあるという。健児に裕史が持ってきたZABADAKを聴かせたりもしていた。
その後、19歳まで家族総出で農業をしていた。父・昭生にも「声優になれ」と言われたことはなく、当初は裕史自身もそれほど声優には興味がなかったという。音楽が好きだが、機械で音を操ることが好きだったことから、20歳の時に2年間、大分県の放送制作会社に就職した。職種はミキサーで、音効、映像編集、CG制作もしていた。一度、CMの企画書から絵コンテ、CG制作、コメント書き、ナレーション、映像編集まで納品したこともあった。その会社でCM曲を作曲し、放送で流れたことがあったという。
元々パソコンや機械いじりが好きであったため仕事自体は楽しかったが、ハードスケジュールであった。直属の上司は職人気質で、新人でも技術的な事は殆ど教えてくれず、仕事はひたすら見て覚えていたという。締め切り間際の仕事に追われて3日間完全徹夜でフラフラな状態でも、ミスをすれば胸倉を掴まれ、厳しく咎められる事もあったという。
その制作会社は人手不足で、ナレーターなどの声の仕事をする人が少なくCM制作をする時に若い人の声が必要となり、上司から「お前は親が声優だし、東京出身だからやってみろ」と言われた。そうして行ったナレーターの仕事が上手くできたことから、自社制作では声を担当する機会が増え、オンエアを聴いていた他の制作会社から「あのナレーターを使いたい」とオファーが来るようになった。ナレーションを付けたりしていくうちに「声の仕事もクリエイトなんだ」と感じ、熱中し始めたという。その頃既に弟の健児が声優としてデビューしていたことから、「今の仕事は楽しいけど、弟ができて僕ができるわけがない」、「ダメもとでやってみよう」と声優を目指して22歳の頃、会社を退職して上京。その頃に学んだ事は、仕事のみならず沢山あり、2007年時点の裕史の大きな糧になっていると語る。
理解ある会社で「東京で声優をしたい」と告げると「東京に行ってうまくいかなかったら、戻って来いよ」と温かく送り出してくれたといい、2016年に受けたインタビューでは感謝の気持ちを示している。
当時は役者、音楽といった世界で2世が活躍することは珍しくなかったが、声優はあまり聞いたことがなく、父・昭生のコネクションはあるが、コネで生きる世界ではなかったという。のちに所属することになるシグマ・セブンのオーディションを初めて受けていた時、当時の社長から「そもそも2世声優は好きじゃないんだよね」とキツい一言を言われたという。ただし、養成所には入れるということで入所した。
1998年に青年座研究所を卒業後、Doaフレッシュに所属。この間にNHKの教育番組のナレーションの仕事を貰い、レギュラーだったこともあって繰り上げの形で、1999年にシグマ・セブンに所属。「養成期間中に仕事を得るとは、DNAが受け継がれているんですね。」という質問に対して、「少し遠回りはしたものの、制作会社での経験や演技の勉強が声優としての屋台骨を支えている」と語っている。2000年に『ブギーポップは笑わない』の菅沼洋次役でアニメデビュー。2002年、『OVERMANキングゲイナー』ゲイナー・サンガ役で初主役を務めた。
2018年5月1日付けでシグマ・セブンを離れ、青二プロダクションの所属になったことを自身のTwitterにて報告した。

## 人物

### 特色・役柄
音域はlowE - hiC。心地良い声質に定評があり、数多くの役どころをこなすほか、ナレーションでも心に染み渡る清涼感あふれる声質で魅了されている。師匠、先生的な立ち位置のキャラクターも数多く演じている。
ナレーターとしては、多くのテレビに出演している。その他、アニメの声優、外画の吹き替えとしても活躍している。
役を演じている時には「（野島さんが）声を当てているとは思いませんでした」と言われるのは少し嬉しいが、「あー野島さんがやっているんだ」と言われるより、「このキャラクターが喋っているように聴いてくれたら嬉しい」という。「表に野島を出さずに、キャラクターと一体になっている」という評価を受けた時に「声優をやっていて良かったな」と感じている。一方、「役者はいろいろな役に扮して演技をしますが、声だけだと役者よりも制約されると思います。」という質問に対しても、声もそれなりに変えることはできるが、基本的には声優自体の個性に近いキャラクターを演じることになるものの、中学生から大人、宇宙人の声まで演じるため、「そういう意味では役者より幅が広い」とも言えるという。
喉が強く、自転車に乗り始めてからは、風邪をひかなくなったという。自転車に乗ることが、仕事に入る前のよいウォーミングアップになっているといい、冬の寒い時期でも、自転車に乗れば身体が温まった。その時に肺活量も増え、以前よりも健康的になったと感じていたという。また「声優として喉を気遣うこともありますか。例えばボトルの飲み物を何か特別なものにしているとか…」という質問に対しては「何もやっていません」と回答している。

### 趣味・嗜好
資格・免許は普通自動車免許。趣味は自転車、ゴルフ、カメラ。特技はデザイン、造形。断捨離の必要に迫られているほど趣味が豊富で、物作り系の趣味が多い。
2007年時点では楽器に熱中しており、前述の通り作曲家・編曲家になるのを夢見るなど、元々楽器が好きだったため、幅広くチャレンジをしていた。声優を始めてから一時期は遠のいていたが、トークライブにゲスト出演する際に楽器を持ってくるように言われ、何か購入しようと銀座にある楽器店に立ち寄った。そこで徐々に昔の想いが蘇り始め、色々な楽器を見て触れて回ったという。2007年時点で所有している楽器は、電子ピアノ、シンセサイザー2台、アコーディオン、アコースティックギター、エレキウクレレ、ピアニカ、リコーダー。
父・昭生とバンドのスラップスティックを組んでいた古谷徹とは、裕史が生まれた頃から知っている仲であり、裕史自身は古谷の大ファンである。お互いの家にも遊びに行くことがあり、裕史が古谷の家に遊びに行った際は、古谷からお下がりのパソコンをプレゼントされたこともあったという。パソコンにのめり込み、雑誌にプログラミングを投稿して賞をもらったり、音響制作会社に勤めていた頃にもPCスキルが役に立ち、2023年時点では「あのときにもらったPCが自分の人生に大きな影響を与えてくれた」と述べていた。
伊藤健太郎とは、生まれ年は1年違いだが同学年で、昔から趣味も合うという。2016年時点では伊藤と1、2を争うほど自転車に夢中だという。

### 自転車との関わり
アウトドア派で、2007年頃から自転車の趣味に目覚めたという。自転車に関しては、声優業界の先駆者で、「声優界の自転車伝道師」の異名を持つ。皆に「自転車屋もやったら」と言われているという。自転車競技を題材とした『弱虫ペダル』では石垣光太郎役を演じている。自転車に乗り始めたきっかけは、声優の間で自転車が話題になっていたこと、身体を動かしたかったことであり、自転車に乗るまではジムで走ったり筋トレをしたりしていた。山奥育ちであることから、元々身体を動かすことが好きであったが、声優の仕事は頭は使うもののあまり身体を動かせず、1日が終わると身体がムズムズしてしまった。このサイクルにぴったり熱中するのが、自転車であったという。その時の主な移動手段は電車と徒歩で、スケジュールが詰まっていた時は、タクシーを利用することも多かった。しかし忙しくなるとジムにも行けなくなり、「都内を自転車で移動したらどうか」と思った。その時に総合ディスカウントストアで売っていたトーキョーバイクを買って乗っていたところ、10km圏内ならどこでも行けるようになり、その後は毎日自転車に乗るようになったという。
本格的なクロスバイクに乗り始めたのは、2019年から13年くらい前のことである。ある日、街を走っていた時、格好良いクロスバイクが目に飛び込んだが、5万円くらいするため「高い」と思っていた。しかし「自転車は楽しいし…」と思い、クロスバイクに乗り始めたという。都内23区内のスタジオなら自転車移動が向いており、乗っていくうちに体力もついたという。チネリのロードバイク「スーパーコルサ」をメインの愛車とし、仕事の移動以外に趣味やスポーツとしても愛用。ロードバイクに乗り始めたきっかけは加戸誉夫に勧められたのがきっかけである。ある時、加戸に「ロードバイクの方が良いよ。うちに余っているパーツで1台できるから」と言われ、出来上がったクロモリのロードバイクに乗っていたところ、今まで以上に楽に進むため、感銘を受ける。以降、この素晴らしさを知ってから、自転車に乗り続けているという。初めてロードバイクを買ったのは2009年頃である。ショップでフレームが吊るされているのを見て「こんなスタイリッシュで格好良いロードバイクがあったんだ」と思い、納車まで待たされる間にピストバイクも買ったりしていたという。その後、しばらくは買っていたロードバイクに乗り続けていたという。そのバイクで旅先まで自走したり、ヒルクライムレースに挑戦する等している。ロードに乗り始めてから1年くらい経った時、アニメの打ち上げで軽井沢旅行があり、どこまでいけるか試したくなり、「現地まで自転車で行く!」と宣言していた。裕史だけ都内から軽井沢までロードバイクで自走したが、距離にして170kmほどであった。
その時の行きは登りで、最後の30kmの碓氷峠がかなりキツく、8時間位かかったものの、走っていることが楽しく達成感が大きかった。その達成感を味わって以来、自転車の魅力に熱中しぱなしで、自分でもピストやロードバイクを組み立てられるほど、自転車の関する知識も増えた。自転車は2019年時点では自宅の屋根裏の倉庫に保管している。
2019年時点では、人物にあげたりバラしたりしているものもあるが、自転車を始めて3年くらいの時点では、4台くらい集まっていたという。2019年時点で主に乗っているのは2台で、1台はカスタムで作り上げた裕史曰く「究極の街乗りロード」と語る。国内のチタン専門加工会社にフレームのオーダーをかけて、パーツなどにも徹底的にこだわり海外のサイトからネジを個人輸入したりして1年かけて、本体6.8kgのチタンロードを組み立てたという。もう1台は、2018年から使っているレース、ロングライドに乗るためのカーボンバイクと語っている。自分仕様にカスタマイズでき、組み合わせ次第で世界のどこにもない自転車ができ、好きなパーツだけを集めていた自転車ができると愛着が強くなるという。
ロードバイクチーム「VOICYCLE」を主催している。それまでは個々人が楽しんでいるだけであったが、声優にも自転車に乗る人物が増えてきて「一緒にレースに出たいね」という話になり、「せっかくだからチームにしちゃおうよ」となったという。
自転車に乗っている時は、長距離の時は無心で、通勤の時は仕事のことを考えているという。ギヤチェンジの音、走行時に聞こえるタイヤからの音などの自転車の音を聞いており、ギヤチェンジの音、ホイールのラチェット音は好きだという。
自転車で転び仕事に穴を開けるわけにはいかないことから、安全には気を遣っているという。出かける前に特に気にするのは天気であるといい、雨の日は乗らないことにしているため、毎朝テレビの天気予報とネット上の天気予報、大雨の接近を知らせる防災情報などを活用している。出先で雨に降った時は、駐輪してタクシーで移動することもあるという。
自転車に乗ることができない状況になった時、出先で急に、「みんなで飲みに行こう!」となることもあるため、輪行袋を持っている。電車でもタクシーでも乗ることができることから、200gくらいの軽い輪行袋を使っているという。
その他のよく持ち歩いているのは、身だしなみ関係で着替え、タオル、デオドラントスプレーは持ち歩いている。コマーシャルの仕事などで、クライアントがいる時は早めに現場につき、着替えて身だしなみを整えてから仕事に入るようにしている。夏は熱中症予防に保冷剤を持って行き、出先で首筋の動脈のあたりに当てたりすることもあるという。
山道は自然の音が気持ち良く、そういった場所の空気感も好きだという。体型的には小柄で軽量のため、ヒルクライムには向いていると語る。2012年時点では自転車に熱中することで、メディアの中で自転車について話すことも多くなっていたが、『弱虫ペダル』に出演して以来、裕史が自転車好きなことがより多くの人物に広まったと感じていた。自転車のイベント、ヒルクライムレースに招待してくれたり、自転車関連のメディアからも取材のオファーをくれるようになった。その時に「まさか自転車が仕事につながる」とは思っていなかったため、自分の思い描いていたビジョンというよりも現実の方が先に追い越してしまい驚いている状態であったという。
これらの縁もあり、2017年からJ SPORTS cycle road raceの一部のレースで実況を担当している。夢は「いつか自分で溶接したロードバイクを作ること」と語っている。あくまで趣味だが、趣味に熱中過ぎるタイプであり、レンチを回しているだけでも楽しいという。「自転車整備士の資格が欲しい」と思い、専門学校から資料を取り寄せて内容を見ていたが、その時は時間的に声優との両立が難しそうだったため断念した。しかし「夜間なら行ける」と考え、2019年時点ではフレームを繋ぐラグを買ったり、パイプにも興味を持つなど未だに興味は尽きない様子を見せている。
デスクワークなど、集中力を高めながら頭を働かせる仕事をしていると、疲労はするが身体は動かしておらず、夜眠れなくなるという。頭が疲れ、身体が疲れていないアンバランスな状態で、自転車で1日2〜30kmを走ったところ、夜はスッと眠れ、翌朝は頭も身体もシャキッとしているという。その時に自転車通勤を始めれば、良い感じに身体が疲れてくれるはずだと語っている。
街を走り、「野島さんですよね」と声をかけられることはたまにあった。「この自転車、すごい格好良いですよね」と呼び止められた時が特に嬉しく、ピストバイクに乗っていた時、外国人に「これ、どこに行ったら売っているんですか」と声をかけられ、自分で組み立てたことを伝えていた。ほかにもコンビニに駐輪し、戻ってきたところ写真を撮っている人物もいたという。
車の運転が荒い人物がおり、ヒヤっとすることは1年に数回あった。10年以上乗っているが、転んで右の二の腕を擦ったくらいで、大きい事故はなかった。その時は、家まで残り1kmくらい手前で前輪がパンクし、ゆっくり行けば大丈夫そうだったため、乗って帰ることにした。しかしゲリラ豪雨にあい、下り坂でスピードが出てしまい、マンホールに乗っかり、一気にズルっと滑ってしまったという。
自転車仲間も徐々に増え、同じ事務所に所属していた自転車好きの吉野裕行らとロングライドに出かけるなど、より自転車ライフを楽しむようになった。そんな姿を見て、周囲の声優仲間から自転車について質問を受けることが多くなっていった。スタジオ用に、「ちょっと速い自転車に乗りたいな」と思っている人物が相談に来るようになり、7〜8人はロードかクロスバイクを購入したようであった。自転車移動はトレーニングにもなるため、その後は皆乗り続けているという。冬の朝早くから仕事の場合、体をあたためてからではないと、なかなか声が出なかったりするが、自転車で行けばウォーミングアップができ肺活量も上がり声優向きの乗り物だと語る。
阿部敦は裕史から自転車の話を聞き、店を紹介されて自転車を買ったという。
竹本英史とは自転車の趣味が似ていることから仲が良い。
2010年、レギュラーが竹本と一緒で話をする機会も多った時期に、裕史が「竹本さんも自転車どうですか？」と勧めたのがきっかけで竹本は自転車を始めたという。
裕史が小野坂昌也と共に、お目当てのフレームを買おうかどうしようか相談していた現場に竹本もおり、その時に小野坂が「これはいいフレームだから、俺と色違いを買うといいよ！」と勧め、竹本は翌日に買ったという。竹本のロードバイクはイタリアのメーカーのデローザであり、シーズンオフだったことからバーゲン価格で買い得だったこともあり、小野坂と裕史が勧めるのであったことから、「間違いないだろう」と思ったと語る。
竹本はそれまで裕史に「ロードバイクは怖いからミニベロにしようか、クロスバイクにしようか」と相談していた。その時に裕史から「自転車の醍醐味は、やっぱり最後はロードバイクに行き着く」と言われ、竹本は思い切って買ってしまったという。その後、竹本は裕史がお薦めしていたパーツを集め、3ヶ月後、2010年の12月には組み上がったと語っている。

### 家族との関係
幼少期、弟の健児と一緒に北海道をヒッチハイクなどで旅行していた。兄弟3人でコンピュータ雑誌『MSX・FAN』にペンネームF.I.Sで常連として投稿していたことがある。
一方、昔は健児とは喧嘩ばかりだったが、前述の通り、裕史が大分県の放送制作会社に就職したことで健児は一気に裕史のことを尊敬するようになったという。その頃、父・昭生が九州のローカル局でアナウンサーの講師をしており、前述の通り裕史が番組を制作しながら地方局のCMナレーションを読んだりしており、健児はテレビをつけていたところ父か裕史の声ばかり聞こえており、裕史を尊敬する反面「すごく悔しいな、負けてるな」と思っていたという。当時、健児は電車で1時間ぐらい離れたところに住んでいたが、裕史の家に遊びに来て「どういう仕事してるの？」、「会社ってどうなの？」、「番組ってどうやって作るの？」といったことを聞いていたという。健児が「働いている！一人暮らししてる！社会人すげえ！」と思っていた瞬間から、喧嘩することは無くなったという。
幼少期の智司とは健児とともに当初は仲良く遊んでいたが、その後は裕史たちが帰ってくると智司は大喜びで飛び込んでいき、ひとかたまりになり喧嘩していたという。
父・昭生は何か思うところがあり、次弟・健児と末弟・智司は上京したが、裕史は前述のとおり、放送制作会社の仕事があるため、九州に残っていた。
健児とは『エンジェル・ハート』で双児の兄弟役、『灼眼のシャナ』ではクラスメイト役などで共演している。主役を演じた『スケアクロウマン』では、第4話で父の昭生がゲストキャラクターの「シュタイン」、弟の健児が「シュタイン」の青年時の声を担当したことから、親子三人の共演が実現した。『スケートリーディング☆スターズ』では健児と双子の兄弟役で共演し、更にその父親役である昭生も含めて親子三人での共演を果たしている。

## 出演
太字はメインキャラクター。

### テレビアニメ
2000年
- ブギーポップは笑わない（菅沼洋次）

2001年
- 仰天人間バトシーラー（イガネコシノビ）

2002年
- OVERMANキングゲイナー（ゲイナー・サンガ）
- キディ・グレイド（ルノー〈中学生〉）
- G-onらいだーす（男子A）
- 十二国記（塙王の太子）
- スパイラル －推理の絆－（今里）
- 爆転シュート ベイブレード 2002（キング）
- ラーゼフォン（鳥飼守）
- 陸上防衛隊まおちゃん（素敵一郎）

2003年
- クラッシュギアNitro（阿久沢由宇）
- SUBMARINE SUPER 99（マーノ、おおなみ水兵、通信長）
- DEAR BOYS（沢登聖人）
- 魔探偵ロキRAGNAROK（フェンリル）

2004年
- アガサ・クリスティーの名探偵ポワロとマープル（アーサー・ヘイスティングズ）
- 犬夜叉（弟子）
- うた∽かた（足立）
- SDガンダムフォース（機獣丸、プリオ、メリクリウス 他）
- 学園アリス（副担任）
- 北へ。〜Diamond Dust Drops〜（スタッフC）
- ギルガメッシュ（デケム）
- げんしけん（オタク3、元カレ）
- 攻殻機動隊 S.A.C. 2nd GIG（パイロット）
- せんせいのお時間（紳士）
- それいけ!ズッコケ三人組（長井先生 他）
- ToHeart Remember my memories（長瀬祐介、生徒C）
- ニニンがシノブ伝（忍者4）
- 火の鳥（ヤズチ）
- ファンタジックチルドレン（2004年 - 2005年、職員A、記者A、ボブ、フローの父、委員D 他）
- 美鳥の日々（宮原オサム）
- モンキーターンV（松永秀明）
- ロックマンエグゼ シリーズ（2004年 - 2005年、シアツマン、スタッフB、警備員B、社員B、職人A、アナウンサー、配達員 他） - 2シリーズ

2005年
- ARIA シリーズ（2005年 - 2008年、出雲暁） - 3シリーズ
- うえきの法則（黒岩）
- 英國戀物語エマ（2005年 - 2007年、ロバート・ハルフォード） - 2シリーズ
- エンジェル・ハート（李 堅強〈青年時代〉）
- 陰陽大戦記（キクサキ）
- 極上生徒会（金城史朗）
- かりん（ブギーくん、ジュリアン店長）
- ガンパレード・オーケストラ（小島航）
- 灼眼のシャナ（2005年 - 2012年、池速人、“払の雷剣”タケミカヅチ） - 3シリーズ
- 新釈 眞田十勇士
- トリニティ・ブラッド（カイン・ナイトロード〈少年時代〉）
- ハチミツとクローバー（長谷川一彦）
- フタコイ オルタナティブ（三ツ木公彦）
- メジャー（2005年 - 2010年、沢村涼太） - 5シリーズ

2006年
- いぬかみっ!（川平宗太郎）
- うたわれるもの（ヒエン）
- Ergo Proxy（研究員）
- 学園ヘヴン BOY'S LOVE HYPER!（岩井卓人）
- くじびき♥アンバランス（織部雅彦）
- 地獄少女 二籠（翔貴〈黒部一郎〉）
- 新星輝デュエル・マスターズ フラッシュ（遠射ハヤテ）
- デジモンセイバーズ（2006年 - 2007年、トーマ・H・ノルシュタイン）
- 天保異聞 妖奇士（巌見）
- バーテンダー（紗代の夫）
- ヤマトナデシコ七変化♥（森井蘭丸）
- 妖怪人間ベム（田無幻狼斎）

2007年
- 彩雲国物語 第2シリーズ（欧陽純）
- 精霊の守り人（シュガ）
- DEATH NOTE（奈南川零司）
- Devil May Cry（ブラッド）
- デルトラクエスト（ライ）
- ななついろ★ドロップス（石蕗正晴）
- BLUE DRAGON（ドルスク）
- ムシウタ（白井ユウキ）
- REIDEEN（ロクセル）
- ロミオ×ジュリエット（フランシスコ）

2008年
- イナズマイレブン（2008年 - 2011年、豪炎寺修也） - 2024年に総集編『伝説のキックオフ』が劇場公開
- ヴァンパイア騎士 Guilty（玖蘭悠）
- カイバ
- 鉄のラインバレル（中島宗美）
- ケロロ軍曹（ラビリン人）
- スキップ・ビート!（新開誠士）
- スケアクロウマン（スケアクロウマン）
- 絶対可憐チルドレン（犯人）
- 逮捕しちゃうぞ フルスロットル（男）
- とらドラ!（北村祐作）
- バンブーブレード（杉小路隆千穂）
- ヒャッコ（潮の兄）
- ポケットモンスター ダイヤモンド&パール（2008年 - 2010年、カイト、デンジ）
- マクロスF（シン、早乙女矢三郎）
- 無限の住人（天津影久）
- 薬師寺涼子の怪奇事件簿（吾妻克彦）
- ワールド・デストラクション 〜世界撲滅の六人〜（レーヴェ）
- ONE OUTS -ワンナウツ-（手塚、水橋慎二、米兵I、米兵B）

2009年
- 黒神 The Animation（揶雲）
- 極上!!めちゃモテ委員長（前川卓也）
- しゅごキャラ!!どきっ（マネージャー）
- ソウルイーター（ピエロ）
- 大正野球娘。（吉村騒三郎）
- 戦う司書 The Book of Bantorra（エンリケ＝ビスハイル）
- とある科学の超電磁砲（介旅初矢）
- バスカッシュ!（ヤン・ハリス）
- 花咲ける青少年（フレド〈1955年〉）
- PandoraHearts（エリオット＝ナイトレイ）

2010年
- オオカミさんと七人の仲間たち（桐木リスト）
- たまごっち!（2010年 - 2014年、フォワードっち、らいめいっち、プリンスっち） - 2シリーズ
- ハートキャッチプリキュア!（2010年 - 2011年、コブラージャ）
- バクマン。（2010年 - 2013年、服部雄二郎） - 3シリーズ
- HEROMAN（ハワード）

2011年
- イナズマイレブンGO（2011年 - 2014年、謎の男 / 豪炎寺修也、車田剛一、エイナム、真名部陣一郎 他） - 3シリーズ
- UN-GO（大坪鉄矢）
- かいとう・ちわわんだー（2011年 - 2013年、カンクロウ）
- 神様のメモ帳（西村）
- セイクリッドセブン（0号）
- ぬらりひょんの孫 千年魔京（花開院雅次）
- 爆丸バトルブローラーズ シリーズ（レン・クロウラー） - 2シリーズ
- 魔乳秘剣帖（板胸佐小路）

2012年
- アイカツ!（シュラト）
- 黒子のバスケ（2012年 - 2015年、伊月俊、テツヤ2号） - 3シリーズ / 2016年に『ウインターカップ総集編』劇場上映
- CØDE:BREAKER（津野）
- 絶園のテンペスト（2012年 - 2013年、星村潤一郎）
- ドラえもん（テレビ朝日版第2期）（泥棒）
- プリティーリズム・ディアマイフューチャー（塩谷）
- マギ（サブマド）

2013年
- RDG レッドデータガール（高柳一条）
- 有頂天家族（南禅寺）
- 神さまのいない日曜日（ヨーキ）
- 銀河機攻隊 マジェスティックプリンス（ジークフリート・フォン・ヴェスターナッハ）
- ぎんぎつね（吉住真一）
- キングダム（2013年 - 2022年、蒙恬） - 3シリーズ
- HUNTER×HUNTER（第2作）（コルト）
- プリティーリズム・レインボーライブ（小鳥遊そうし）
- 変態王子と笑わない猫。（ポン太）

2014年
- 神々の悪戯（ディオニュソス・テュルソス）
- ガンダムビルドファイターズトライ（TAKU）
- 七つの大罪（アリオーニ）
- ハピネスチャージプリキュア!（ファントム / ファンファン）
- ポケットモンスター XY（2014年 - 2016年、ザクロ） - 2シリーズ
- 名探偵コナン（2014年 - 2022年、左門治、雨宮秀人、鳩山海輔）
- 弱虫ペダル（2014年 - 2023年、石垣光太郎） - 5シリーズ
- ワールドトリガー（2014年 - 2021年、雨取麟児、村上鋼） - 3シリーズ

2015年
- ピカイア!（2015年 - 2017年、モーリス博士） - 2シリーズ
- プリパラ（アライグマ）

2016年
- アクティヴレイド -機動強襲室第八係-（深村昇太）
- カードファイト!! ヴァンガードG NEXT（ミゲル・トルレス）
- クレヨンしんちゃん（2016年 - 2017年、川越まさる、イワシタ）
- 斉木楠雄のΨ難（中丸工作）
- SHOW BY ROCK!!#（キンタウルス）
- ドリフターズ（ミルズ）
- 文豪ストレイドッグス（金髪の男）

2017年
- フューチャーカード バディファイト シリーズ（2017年 - 2018年、ウィズダム） - 2シリーズ
- 境界のRINNE（雨野ケン）
- 有頂天家族2（南禅寺正二郎）
- 潔癖男子!青山くん（成田紫苑）

2018年
- 刻刻（佑河翼）
- 覇穹 封神演義（雲中子）
- パズドラ（2018年 - 2025年、マツハラ、タノモウ星人）
- イナズマイレブン アレスの天秤（2018年 - 2019年、豪炎寺修也） - 2シリーズ
- 美男高校地球防衛部HAPPY KISS!（夏河充実）
- バジリスク 〜桜花忍法帖〜（蓮の兄）
- 銀河英雄伝説 Die Neue These 邂逅（コルネリアス・ルッツ）
- されど罪人は竜と踊る（マズロー）
- Back Street Girls -ゴクドルズ-（ひろし）
- ちびまる子ちゃん（お兄さん）
- ロード・エルメロイII世の事件簿 -魔眼蒐集列車 Grace note-（2018年 - 2019年、ブラム・ヌァザレ・ソフィアリ） - 1シリーズ + 特別編

2019年
- バミューダトライアングル 〜カラフル・パストラーレ〜（アザラシ郵便）
- ポチっと発明 ピカちんキット（ウィルバー）
- フルーツバスケット（花島の父）
- ゲゲゲの鬼太郎（第6作）（久能恭平）

2020年
- ランウェイで笑って（柏原史郎）
- 文豪とアルケミスト 〜審判ノ歯車〜（竹一）
- 恋とプロデューサー〜EVOL×LOVE〜（シン）
- アラド:逆転の輪（シャピロ・グラシア）

2021年
- スケートリーディング☆スターズ（石川一）
- おそ松さん（立浪）
- ONE PIECE（2021年 - 2023年、フーズ・フー）
- ポケットモンスター（デンジ）
- アイドリッシュセブン Third BEAT!（2021年 - 2022年、ソルヴァルド） - 2シリーズ
- 進化の実〜知らないうちに勝ち組人生〜（ガルガンド）

2022年
- BIRDIE WING -Golf Girls' Story-（ニコラス）
- デジモンゴーストゲーム（井原保）
- 陰の実力者になりたくて!（白衣の男）

2023年
- REVENGER（清空）
- 鬼滅の刃 刀鍛冶の里編（炭吉）
- 贄姫と獣の王（父）
- ライザのアトリエ 〜常闇の女王と秘密の隠れ家〜（アンペル・フォルマー）
- アンデッドガール・マーダーファルス（クロード）
- シュガーアップル・フェアリーテイル（謎の声 / ハーバート・チェンバー）
- アンデッドアンラック（黒服リーダー）
- 逃走中 グレートミッション（2023年 - 2024年、リンセン、ファントムサラマンダー）

2024年
- SHAMAN KING FLOWERS（麻倉葉虚）
- 花野井くんと恋の病（お父さん）
- ザ・ファブル（羽賀タツヤ）
- バーテンダー 神のグラス（早瀬宏昭）
- Unnamed Memory（ノーマン）
- 時々ボソッとロシア語でデレる隣のアーリャさん（久世恭太郎）
- 村井の恋（村井康寿）

2025年
- 魔法使いの約束（クックロビン、前の賢者）
- 最強の王様、二度目の人生は何をする?（カスピアン・ブレードハート）
- フードコートで、また明日。（ナオキン）
- 勇者パーティーを追放された白魔導師、Sランク冒険者に拾われる 〜この白魔導師が規格外すぎる〜（アベル＝ルーカス）

### 劇場アニメ
2002年
- 千年女優

2003年
- ラーゼフォン 多元変奏曲（鳥飼守）

2005年
- ロックマンエグゼ 光と闇の遺産（所員B）

2007年
- 劇場版 灼眼のシャナ（池速人）
- ストレンヂア 無皇刃譚（風午）

2010年
- 劇場版イナズマイレブン 最強軍団オーガ襲来（豪炎寺修也）

2011年
- 劇場版イナズマイレブンGO 究極の絆 グリフォン（車田剛一、イシドシュウジ）
- 劇場版 マクロスF 恋離飛翼〜サヨナラノツバサ〜（早乙女矢三郎）

2012年
- セイクリッドセブン 銀月の翼（ラウ・ホンユー）
- 伏 鉄砲娘の捕物帳（徳川家定）
- 劇場版イナズマイレブンGO vs ダンボール戦機W（豪炎寺修也）

2014年
- イナズマイレブン 超次元ドリームマッチ（豪炎寺修也）

2015年
- 劇場版 弱虫ペダル（石垣光太郎）
- 心が叫びたがってるんだ。（順の父）

2016年
- 劇場版マジェスティックプリンス 覚醒の遺伝子（ジークフリート・フォン・ヴェスターナッハ）

2017年
- 劇場版 黒子のバスケ LAST GAME（伊月俊、テツヤ2号）

2019年
- あした世界が終わるとしても（倉瀬）
- 斗え!スペースアテンダントアオイ（アルパ）

2021年
- ARIA The CREPUSCOLO（出雲暁）
- 僕のヒーローアカデミア THE MOVIE ワールド ヒーローズ ミッション（アラン・ケイ）
- ARIA The BENEDIZIONE（出雲暁）

2023年
- 劇場版 Collar×Malice -deep cover-（望田政信） - 前後編

2024年
- 映画 イナズマイレブン総集編 伝説のキックオフ（豪炎寺修也）

2025年
- 劇場版プロジェクトセカイ 壊れたセカイと歌えないミク（2025年、一歌の父）

### OVA
2000年
- 銀河英雄伝説外伝 叛乱者
- ワーズ・ワース（衛兵）

2004年
- HUNTER×HUNTER G・I Final（リスト）

2005年
- 鴉 -KARAS-（看護士）

2006年
- 灼眼のシャナSP（池速人）

2007年
- ARIA The OVA 〜ARIETTA〜（出雲暁）

2009年
- 灼眼のシャナS（池速人）

2010年
- 聖闘士星矢 THE LOST CANVAS 冥王神話（2010年 - 2011年、シジフォス）
- SEX PISTOLS（青桐王将）
- 名探偵コナン KID in TRAP ISLAND（八神利大）

2018年
- イナズマイレブン Reloaded（豪炎寺修也）

2022年
- 憂国のモリアーティ〜百合の追憶〜

2024年
- コードギアス 奪還のロゼ（グリード・カークウェイン）

### Webアニメ
2000年代
- おんたま!（2009年、田村勇次）

2010年代
- マスター・オブ・トルク（2014年、天羽騨）
- イナズマイレブン アウターコード（2017年、豪炎寺修也）
- 異世界居酒屋〜古都アイテーリアの居酒屋のぶ〜（2018年、ロルフ、客）
- 7SEEDS（2019年 - 2020年、雪間ハル） - 2シリーズ
- SDガンダムワールド 三国創傑伝（2019年、周瑜アカツキ）

2020年代
- 極主夫道（2021年、小宅）

### ゲーム
2003年
- 学園ヘヴン BOY'S LOVE SCRAMBLE!（岩井卓人）
- ラーゼフォン 蒼穹幻想曲（鳥飼守）

2004年
- 学園ヘヴン BOY'S LOVE SCRAMBLE! Type B（岩井卓人）
- スーパーロボット大戦MX（鳥飼守）
- 空の森 〜追憶ノ棲ム館〜（雪村貴志）

2005年
- アーマード・コア ラストレイヴン（グリーンホーン）
- 学園ヘヴン おかわりっ!（岩井卓人）
- スーパーロボット大戦MX Portable（鳥飼守）
- ふしぎ遊戯 玄武開伝 外伝 鏡の巫女（望月匠）

2006年
- ARIA The NATURAL 〜遠い記憶のミラージュ〜（出雲暁）
- うたわれるもの 散りゆく者への子守唄（ヒエン）
- ガンパレード・オーケストラ（小島航）
- 灼眼のシャナ（池速人）
- デジモンセイバーズ アナザーミッション（トーマ・H・ノルシュタイン）

2007年
- Another Century's Episode 3 THE FINAL（ゲイナー・サンガ）
- SDガンダム GGENERATION SPIRITS（モーリス・オバリー 他）
- スーパーロボット大戦Scramble Commander the 2nd（鳥飼守）
- Panic Palette（真朱柑）

2008年
- ARIA The ORIGINATION 〜蒼い惑星のエルシエロ〜（出雲暁）
- イナズマイレブン（2008年 - 2010年、豪炎寺修也） - 3作品
- スーパーロボット大戦Z（ゲイナー・サンガ）
- ハッピーダンスコレクション（誠士郎）
- Panic Palette Portable（真朱柑）

2009年
- 電撃学園RPG Cross of Venus（北村祐作）
- とらドラ・ポータブル!（北村祐作）
- Really? Really! リアリアDS（土見稟）

2010年
- Another Century's Episode:R（ゲイナー・サンガ）
- TAKUYO Mix Box 〜ファーストアニバーサリー〜（真朱柑）
- Tartaros-タルタロス-（アエルロト）
- デジモンクロスウォーズ　超デジカ大戦（トーマ・H・ノルシュタイン）
- トリニティ ジルオール ゼロ（オルファウス）
- メタルファイト ベイブレード 頂上決戦!ビッグバン・ブレーダーズ（アギト）

2011年
- イナズマイレブンGO（2011年 - 2013年、車田剛一、イシドシュウジ / 豪炎寺修也、エイナム、ピグ、機械音声、真名部陣一郎、飛鳥寺朔也 他） - 3作品
- イナズマイレブン ストライカーズ（2011年 - 2012年、豪炎寺修也 / イシドシュウジ、豪炎寺真人、車田剛一、マーガル、エイナム、真狩銀次郎、護巻徹郎、インカム） - 3作品
- 海賊戦隊ゴーカイジャー あつめて変身!35戦隊!（司令官ワルズ・ギル）
- 第2次スーパーロボット大戦Z 破界篇（ゲイナー・サンガ）
- 華鬼 〜恋い初める刻 永久の印〜（高槻麗二）
- MISS PRINCESS ミスプリ!（秋月淳平）

2012年
- 黒子のバスケ キセキの試合（伊月俊）
- 華鬼 〜夢のつづき〜（高槻麗二）
- 第2次スーパーロボット大戦Z 再世篇（ゲイナー・サンガ）

2013年
- 神々の悪戯（ディオニュソス・テュルソス）
- スーパーロボット大戦UX（中島宗美）
- 変態王子と笑わない猫。（ポン太）

2014年
- 黒子のバスケ 勝利へのキセキ（伊月俊）

2015年
- 黒子のバスケ 未来へのキズナ（伊月俊）
- ジョジョの奇妙な冒険 アイズオブヘブン（サンドマン）
- 弱虫ペダル 明日への高回転（石垣光太郎）

2016年
- 神々の悪戯 InFinite（ディオニュソス・テュルソス）
- Collar×Malice（望田政信）
- 金色のコルダ4（小倉宗一郎）
- リゾートへようこそ 〜総支配人は恋をする〜（サイード）

2017年
- アイカツ! フォトonステージ!!（シュラト）
- 花朧 〜戦国伝乱奇〜（朝倉義景）
- 刀剣乱舞 ONLINE（2017年 - 2024年、巴形薙刀）
- ファイアーエムブレム ヒーローズ（2017年 - 2022年、ヨシュア、ケント）
- 妖怪ウォッチ ぷにぷに（2017年 - 2018年、豪炎寺修也）

2018年
- Collar×Malice -Unlimited-（望田政信）
- 夢間集（帰一剣）

2019年
- スーパーロボット大戦X-Ω（ゲイナー・サンガ）
- ポケモンマスターズ / EX（2019年 - 2024年、イツキ）
- ライザのアトリエ 〜常闇の女王と秘密の隠れ家〜（アンペル・フォルマー）
- 魔法使いの約束（クックロビン）

2020年
- イナズマイレブン SD（豪炎寺修也）
- ライザのアトリエ2 〜失われた伝承と秘密の妖精〜（アンペル・フォルマー）
- 魔女の泉3 Re: Fine（アドリアン）

2021年
- 金色のコルダ スターライトオーケストラ（赤羽拓斗）
- SHOW BY ROCK!! Fes A Live（キンタウルス）
- キングダム DASH!!（蒙恬）
- ルーンファクトリー5（ドグ）
- グランブルーファンタジー（アリル）
- スーパーロボット大戦30（ガンマックス、ジークフリート・フォン・ヴェスターナッハ）

2022年
- 刀剣乱舞無双（巴形薙刀）
- ONE PIECE トレジャークルーズ（フーズ・フー）

2023年
- ドラゴンクエストX 天星の英雄たち オンライン（ゼフ）
- ライザのアトリエ3 〜終わりの錬金術士と秘密の鍵〜（アンペル・フォルマー）
- モンスターストライク（蒙恬）
- ガールフレンド（仮）（悪デザイナー男）
- 黒子のバスケ Street Rivals（伊月俊）
- レスレリアーナのアトリエ 〜忘れられた錬金術と極夜の解放者〜（アンペル）

2024年
- ペルソナ3 リロード（神木秋成）

2025年
- 真・三國無双 ORIGINS（劉備）

### ドラマCD
- 浅見光彦シリーズ「後鳥羽伝説殺人事件」（石川）
- ARIA シリーズ（出雲暁）
  - ARIA The ANIMATION Drama CD I - BLUE
  - ARIA The ANIMATION Drama CD II - RED
  - ARIA The NATURAL Drama CD I
- イナズマイレブン ドラマCD「復活の絆!!」（豪炎寺修也）
- イナズマイレブンGO ドラマCD「特訓の絆!!」（車田剛一[130]）
- ヴァンパイア騎士 ピュアブラッドCD-PACK（玖蘭悠）※LaLa 2010年2・3月号全員サービス
- おとぎドラマ・オオカミさんと七人の仲間たち「おおかみさんとおむすびころりん対決」（桐木リスト、ハチベエの叔父）
- 君には届かない。（ヤマト（大原倭斗）[131]）※「月刊コミックジーン」2020年1月号付録
- 黒子のバスケ DRAMA THEATER 1st GAMES（伊月俊）
- 純真ミラクル100%（武市プロデューサー）
- S・A（辻竜）
- 絶対彼氏。 フィギュアなDARLING 2（村上トシキ）
- di［e］ce-ダイス- シリーズ（西宮寺志臣）
  - di［e］ce-ダイス-
  - di［e］ce-ダイス- 〜タイムリミット〜
- それいけ！ズッコケ三人組 〜ズッコケ海底大陸の秘密〜（ハチベエの叔父〈八谷勝義〉）
- 天正やおよろず（ガルシア）
- とらドラ! Drama CD Vol.1 - 3（北村祐作）
- ナデプロ!! Vol.3（北里弘幸）
- はーとふる彼氏 シリーズ（七姫一明）
  - はーとふる彼氏 ドラマCD プロローグ
  - はーとふる彼氏 ドラマCD 第一羽
- はこぶね白書（綿抜実）
- 華鬼 〜恋い初める刻 永久の印〜 シリーズ（高槻麗二）
  - 華鬼 〜恋い初める刻 永久の印〜 ドラマCD 「神無のホストクラブ体験記」
  - 華鬼 〜恋い初める刻 永久の印〜 ドラマCD 「スノウガーデン」
- PandoraHearts ドラマCD1 CDドラマシアター『ベザリウス学園の悪夢』（エリオット＝ナイトレイ）
- 百鬼夜行抄 〜夏の手鏡〜
- FOOKIES シリーズ（徳川晴彦）
- 放課後保健室（黒崎先輩〈黒崎晃一郎〉）
- マジナ! voice-MIX シリーズ（藤ヶ谷三城）
  - マジナ! voice-MIX 〜コーライト〜
  - マジナ! voice-MIX 〜ソーダライト〜
  - マジナ! voice-MIX 〜フローライト〜
- ドラマCD マフィアな★ダーリン（神戸大我）
- 麺クイ! -擬人化ら〜めん 恋の争・奪・戦-（天の声）
- WORKING!!（佐藤潤）
- 幼女戦記（アーデルハイト・フォン・シューゲル）※第3巻購入特典サウンドドラマDL

### BLCD
- アイドルくんシリーズ（鈴原圭吾）
  - おやすみアイドルくん
  - ごめんねアイドルくん
- 愛の蜜に酔え！（有沢遥）
- 愛なら売るほど（コンビニ店員）
- ある小説家のノロケ話（蒼井偲）
- イベリコ豚と恋と椿。（入江）
  - イベリコ豚と恋の奴隷。（入江）
- いとしのテディ・ボーイ1・2（島）
- インテリ君の恋病（冴木静）
- ウサギ狩り（宇佐美一羽）
- 嘘みたいな話ですが（北川圭一）
- うちの巫女が言うことには（配島蓮也）
- 美しい野菜（永井太郎）
- ウブ 男が男を愛する時シリーズ7（タカシ）
- 英国紳士（香乃菜生）
- 学園ヘヴン シリーズ（岩井卓人）
  - 学園ヘヴン〜未来は君のもの〜
  - 学園ヘヴン2〜無敵の3年生〜
  - 学園ヘヴン3〜HAPPY☆パラダイス〜
- 片恋トラブルメーカー（堀川佑作）
- カテキョ!（二ノ瀬瑛介）
- 可愛いひと。2（水沢）
- 危険なメイド志願!?（ウェイ・リー）
- 君には届かない。（大原倭斗）
- 君のつく嘘と本当（黒沢）
- 嫌いにならないでね 1・2（犬伏）
- キャンディミルク（嘉島匠）
- くいもの処 明楽（鳥原泰行）
- 草の冠 星の冠（小説家）
- グッドモーニング（篠原）
- クリムゾン・スペル2（ハルレイン）
- ケダモノにはご用心（黄義鳳）
- 恋するバンビーノ（小糸馨）
- 恋のからさわぎ（野球部員）
- 恋の花2（有斐崎尚迪）
- コイ茶のお作法2（男子学生）
- 恋惑星へようこそ（瑞野文彬）
- コイノイロ 「理想の恋人」（牧野）
- COLD シリーズ（藤島啓志）
  - COLD SLEEP
  - COLD LIGHT
  - COLD FEVER
- 虎穴ダイニング（鳴賀[132]）
- 催眠術入門（林周）
- 下がってお待ち下さい（田中智宏）
- 3軒隣の遠い人（高科昇）
- 地獄めぐり 下（烏枢沙摩明王〈本来の姿〉）
- ショートケーキの苺には触らないで（南里輝）
- 鈴の音がきこえる（霧島淳）
- 性の劇薬（桂木誠）
- 先輩の焦れったい秘密（森）
- SEX PISTOLS 2（青桐王将）
- 全寮制櫻林館学院〜ルネサンス〜（緑川雪彦）
- その腕で溺れたい（山田望）
- それでも、やさしい恋をする（出口晴海）
- 抱かれたい男1位に脅されています7（マシュー）
- タッチ・ミー・アゲイン（遠田）
- ダブルミンツ（市川光央[133]）
- 男子迷路（楚川）
- 散る散る、満ちる（如月春水）
- 罪の褥も濡れる夜（伏見広康）
- ドアをノックするのは誰?（富永肇）
- どうしても触れたくない（出口）
- 独裁者の恋（クリス・シン・ナーグラ）
- 年上の人（永津和臣）
- 閉じ込めたいの（江藤孝一）
- 友達を口説く方法（柳浦）
- NightS（穂積[134]）
- NIGHTS BEFORE NIGHT（春）
- 肉食獣のテーブルマナー（聡司、三田）
- 濡れトロ3P 大人のオモチャモニター（隼人エバンス）
- ≠ ノットイコール（末続果[135]）
- 八月七日を探して（北川和馬）
- 花とうさぎ（相澤守）
- 花のみやこで（蓮見晶）
- 花ムコさん（艸田節）
- ひそやかな情熱 シリーズ（執行貴史）
  - ひそやかな情熱2 情熱のゆくえ
  - ひそやかな情熱3 情熱の飛沫
  - ひそやかな情熱4 情熱の結晶
  - ひそやかな情熱番外編 艶悪
- ヒマなのでハジメテみます。（天野凛太郎）
- ヒミツの新薬実験中!（中野裕紀）
- ブーランジェの恋人（藤川聖）
- 僕はすべてを知っている（金沢悠二）
- マザーズ スピリット（筒月稜一郎）
- マッチ売り（花城青司）
- 真夜中にお会いしましょう（立花涼）
- やさしいエピローグ（野島渉）
- ヤンデレ天国BLACK〜真誠学園芸能彼氏 編〜（秋月叶汰[136]）
- 夢のような話（加納敦博）
- 夜空のすみっこで（星野）
- 四号×警備―シングル・マインド―（日下大和）
- ラブミースルーザナイト（時田ひろ）
- リピート・アフター・ミー?（シーグフリード・H・フォーガス）
- リンクス-Links-（新津秋葉）
- 凛!〜RIN〜（桜沢香一）
- わがままキッチン（尚人）
- わりとよくある男子校的恋愛事情（七瀬陽一）
- ワンウェイの鍵（椎名智樹）

### デジタルコミック
- デジコミ special DVD「僕の初恋をキミに捧ぐ」（垣野内逞）※『少女コミック』2008年12号 - 14号応募者全員サービス
- dTV アイアムアヒーロー（鈴木英雄）
- Beeマンガ 闇金ウシジマくん（マサル）
- アルマギア -Project-（2022年、ネオン父[137]）
- となりのワカゾー（2023年、新木）[138]

### ラジオドラマ
- BLUE DROP「神子〜KAMINOKO〜」（龍平）
- 北方謙三 水滸伝（林中 他）
- 下町ロケット（ナレーション・音楽）

### 吹き替え

#### 担当俳優
ウー・ジン
- コール・オブ・ヒーローズ/武勇伝（チョン・イック）
- ドラゴン×マッハ!（チーキット）
- 1950 鋼の第7中隊（伍千里）
- 1950 水門橋決戦（伍千里）
- ライド・オン（ユェン・ウェイ）
- 流転の地球 -太陽系脱出計画-（リウ・ペイチアン）

カン・ドンウォン
- 1987、ある闘いの真実（イ・ハニョル）
- 隠された時間（ソンミン）
- 華麗なるリベンジ（ハン・チウォン）
- ゴールデンスランバー（キム・ゴヌ）
- 新感染半島 ファイナル・ステージ（ジョンソク）
- プリースト 悪魔を葬る者（アガト）
- MASTER/マスター（キム・ジェミョン）

ソン・ジュンギ
- ヴィンチェンツォ（ヴィンチェンツォ・カサノ）
- クリスマスに雪は降るの?（ハン・ジヨン）※テレビ東京放映版
- 太陽の末裔（ユ・シジン）
- ちりも積もればロマンス（チヨン・ジウン）
- トキメキ☆成均館スキャンダル（ク・ヨンハ）
- 根の深い木 〜世宗大王の誓い〜（世宗 / イ・ド〈青年時代〉）
- ボクとマウミの物語（ドンウク）
- 優しい男（カン・マル）
- 私のオオカミ少年（チョルス）

ドミニク・クーパー
- SPY CITY 〜ベルリン 1961〜（フィールディング・スコット）
- マーベル・シネマティック・ユニバース（ハワード・スターク）
  - キャプテン・アメリカ/ザ・ファースト・アベンジャー
  - エージェント・カーター

パク・ヘイル
- 天命の城（インジョ）
- ハンサン -龍の出現-（イ・スンシン）
- ラスト・プリンセス 大韓帝国最後の皇女（キム・ジャンハン）

#### 映画
- あなたの初恋探します（ハン・ギジュン〈コン・ユ〉）
- ヴェノム 毒蛇男の恐怖（ショーン）
- ウルフマン/狼男伝説（ダニエル）
- エクス・マキナ（ケイレブ・スミス〈ドーナル・グリーソン〉）
- クルエラ（ジャスパー〈ジョエル・フライ〉[145]）
- ゴースト・ハウス（ボビー〈ダスティン・ミリガン〉）
- 極悪人（フラップス）
- サイバー・ストーカー（マイケル〈マット・マクゴーリ〉）
- 殺人の告白（イ・ドゥソク〈パク・シフ〉）
- 地獄の戦艦
- JIGSAW タワー・オブ・デス（ウェイド〈マーク・ウィルソン〉）
- チェイス・ザ・ドリーム（ディーン〈ザック・エフロン〉）
- チップとデールの大作戦 レスキュー・レンジャーズ（デール[146]）
- トガニ 幼き瞳の告発（カン・イノ〈コン・ユ〉）
- ハードコア（ジミー〈シャールト・コプリー〉）
- 美人ライターレーンの恋愛記事（英語版）（トム・ラインハルト〈マイケル・マクミリアン〉）
- 不屈の男 アンブロークン（ラッセル・“フィル”・フィリップス〈ドーナル・グリーソン〉）
- ブラック・ハッカー（ニック・チェンバース〈イライジャ・ウッド〉）
- ブレア・ウィッチ（ジェームス〈ジェームズ・アレン・マキューン〉）
- プレミアム・ラッシュ（ワイリー〈ジョセフ・ゴードン＝レヴィット〉）
- ボヘミアン・ラプソディ（ロジャー・テイラー〈ベン・ハーディ〉）

#### ドラマ
- アイアンハート（ジョー・マクギリカディ〈オールデン・エアエンライク〉[147]）
- iCarly（マーティン）
- アントラージュ★オレたちのハリウッド（ヴィンス・チェイス〈エイドリアン・グレニアー〉）
- イニョプの道（ウンギ〈キム・ドンウク〉）
- NCIS 〜ネイビー犯罪捜査班 シーズン4 #16（ロイ・サンダース海軍大尉〈マシュー・マースデン〉）
- 科学ファミリー ラボラッツ（チェイス）
- ギルモア・ガールズ（ショーン）
- 孔子（青年期の孔丘）
- CSI:科学捜査班
  - シーズン2 #4,#12,#14（ハンク・ペディグルー〈クリストファー・ウィール / Christopher Wiehl〉）
  - シーズン3 #1-#3,#7,#11,#17（ハンク・ペディグルー〈クリストファー・ウィール〉）
  - シーズン11 #18（ケヴィン・ティルズデール〈トラヴィス・アーロン・ウェイド〉）
- CSI:マイアミ
  - シーズン2 #5（リッキー・マードック〈イアン・サマーホルダー〉）
  - シーズン4 #9（ゲイブ・“ヒーリーズ”・ハモンド〈ショーン・サイポス〉）
  - シーズン8 #11（ザック・フィンリー〈エリック・ユングマン / Eric Jungmann〉）
- スーパーナチュラル シーズン4 - 5、15（アダム・ミリガン / ミカエル〈ジェイク・アベル〉）
- 恕の人 -孔子伝-（青年期の孔子）
- セカンド・チャンス 造られた男（アーサー〈スコット・メンヴィル〉）
- 続ハリーズ・ロー 裏通り法律事務所（バートラム）
- 善徳女王（キム・ユシン〈オム・テウン〉）
- チャームド 〜魔女3姉妹〜 #174
- 花ざかりの君たちへ〜花様少年少女〜（難波南）
- ヘチ 王座への道（イ・グァンジャ〈イム・ホ〉[148]）
- 流星花園（西門総二郎〈朱孝天〉）

#### アニメ
- ナタ転生（2021年）
- ホワット・イフ...?（2021年、ハワード・スターク）

### 特撮
- スーパー戦隊シリーズ
  - 海賊戦隊ゴーカイジャー（2011年、ワルズ・ギルの声）
  - 海賊戦隊ゴーカイジャー THE MOVIE 空飛ぶ幽霊船（2011年、ワルズ・ギルの声）
  - ゴーカイジャー ゴセイジャー スーパー戦隊199ヒーロー大決戦（2011年、ワルズ・ギルの声）
  - 仮面ライダー×スーパー戦隊 スーパーヒーロー大戦（2012年、ワルズ・ギルの声）
  - 爆上戦隊ブンブンジャー（2025年、タカラバコグルマーの声）

### ラジオ
※はインターネット配信。
- 野島兄弟。（2011年 - 2013年、アニメイトモバイルシリーズ※）
- ラジオ活劇・北方謙三 水滸伝（2011年 - 2017年、KBCラジオ）
- はばたけ!聖ピジョネイション学園放送部!（2011年 - 2012年、アニメイトTV※）
- ユピテルpresents野島裕史・瀬戸麻沙美の霧島レイくらぶ（2014年 - 2015年、文化放送）
- OH! HAPPY MORNING（2015年、JFN）→サイクリスト・ステーション ツアー・オブ・ジャパン（2015年 - 、JFN）[149]
- 金田朋子・野島裕史の同い年、はじめました。（2016年 - 2018年、超!A&G+※・AT-X）

### ナレーション
テレビ番組
- スクール五輪の書 社会の巻「現代仕事ファイル」（1999年 - 2000年）
- めざまし8（フジテレビ、月・火・金曜日）
- 温泉美人（2005年、BS-i）
- スーパーモーニング（テレビ朝日）
- ピラメキーノ（テレビ東京）タカシ少年、ポリ・ゴンザレス
- はるかなる木星へ（エクスプローラーズジャパン〈株〉配給プラネタリウム作品）
- 地球百景（BS-TBS）
- ニンゲン観察バラエティ モニタリング（2012年、TBS）
- スター波瀾万丈列伝〜出逢いと分岐点〜（BS日テレ)

CM
- ゆるキュンBLシリーズ（『君には届かない。』） TVCM （2022年[150][151]）

### テレビドラマ
- コドモ警察（2012年、スマートの声）
- 桜の塔（2021年）

### 映像商品
- 声宣! Vol.1〜自転車でポタリング?しましょうよ♪〜
- 「声優グランプリ」公認!声優界<雀王>決定戦! <J-1グランプリ> Vol.1 DVD
- 人狼バトル〜人狼VS探偵〜[152]
- 人狼バトル〜人狼VS英雄〜
- 人狼バトル lies and the truth〜人狼VS王子〜
- 人狼バトル lies and the truth 2018 OCTOBER〜人狼VS侍〜
- 野島兄弟。〜熱海温泉物語〜
- 福山ッスル! 01 - 03
- リアル宝探し 邪神ロキの呪い in東京ドイツ村

### 音楽CD
- またね…のキセツ / イナズマオールスターズ
- イナズマイレブン キャラクターソングオリジナルアルバム
- オオカミさんと七人の仲間たち キャラクターソングアルバム オトギソングス BEST10
- 学園ヘヴン ヴォーカルアルバム〜SONG! MVP〜
- 学園ヘヴン マキシシングル〜SWEET CANDY〜
- 学園ヘヴン マキシシングル〜BITTER CHOCOLATE〜
- 黒子のバスケ キャラクターソング SOLO SERIES Vol.7 伊月俊
- デジモンセイバーズ ベストヒッツ+キャラクターニューソングス
- とらドラ! キャラクターソングアルバム
- ななついろ★ドロップス すぺしゃるCD1
- ハピネスチャージプリキュア! ボーカルアルバム2 〜シャイニング☆ハピネスパーティ〜

### ラジオ・トーク・その他CD
- ノアとノエル（ノア）
- 「野島兄弟。」CD〜家族の肖像〜
- 羊でおやすみシリーズ vol.33「のんびりしながらおやすみ」
- モモっとトーク パーフェクトCD15 MOMOTTO TALK CD 野島裕史盤
- 高橋広樹のモモっとトークCD　野島裕史盤
- 桃のきもち パーフェクトCD 桃パー10 史上最大の桃作戦（ゲスト）
- ノジとノジのノジマCD

### 舞台
- 喝采（小山剛志主宰のKOYA-MAP第2回公演）
- 劇団K-Show 8th.PRODUCE「今日の終電明日の始発」
- ハートキャッチプリキュア! ミュージカルショー（コブラージャ）
- 朗読劇「ROOM」[153]
- LOG project 朗読劇「源 -minamoto- 白赤の旗幟」[154]

### その他コンテンツ
- 特別展「法然と親鸞 ゆかりの名宝」音声ガイド（親鸞）
- 美の巨人たち（「絵画警察」巡査の声）
- 国立天文台「エクリプス―日食とは」(ナレーター)
- スター波瀾万丈列伝〜出逢いと分岐点〜　（声の出演、BS日テレ)
- J SPORTS cycle road race（実況、J SPORTS）
- オーディオブック「ある男」（城戸[155]）
- ボイスドラマ「燈の守り人～幻想夜話～」（2025年、大間埼灯台[156]）
- 音声ガイド「燈の守り人 灯台音声ガイド」千葉県南房総市 野島埼灯台（2025年、ナビゲーター[157]）